# Barrage de Cingino
 (octobre 2023).
Le barrage de Cingino est un barrage-poids en maçonnerie situé à 7 kilomètres d'Antrona Schieranco, dans le Piémont en Italie et à 1 kilomètre de la frontière suisse. Le barrage est à l'origine du réservoir de Cingino alimenté par les ruisseaux Antigine et Troncone. Le réservoir a une superficie de 0,14 km² pour un volume de 4,11 millions de m³ et une profondeur maximum de 44 mètres. C'est l'un des cinq réservoirs du complexe hydroélectrique de la vallée d'Antrona avec les lacs de Campliccioli (it), d'Alpe dei Cavalli (it), d'Antrona (it) et de Camposecco. le lac de Cingino contribue à alimenter la centrale électrique de Campliccioli en eau pour la production d'électricité.
Sur internet, le barrage est devenu célèbre à la suite des photos de bouquetins des Alpes grimpant sa paroi escarpée pour lécher le sel présent sur les pierres du barrage. Une vidéo publiée en juillet 2016 par Forces of Nature (en) de la BBC a vu son nombre de visionnages augmenter de 200 millions entre 2019 et 2022, elle comptait 224 millions de vues en octobre 2023. Malgré le cadre pittoresque, Atlas Obscura, un magazine en ligne de voyage, décrit le barrage comme « autrement banal ».